# برنارد غوردون لينوكس
برنارد غوردون لينوكس (بالإنجليزية: Bernard Gordon Lennox)‏ هو عسكري بريطاني، ولد في 19 سبتمبر 1932، وتوفي في 27 ديسمبر 2017.